# Damnica (gmina)
Damnica – gmina wiejska w województwie pomorskim, w powiecie słupskim. W latach 1975–1998 gmina położona była w województwie słupskim.
W skład gminy wchodzi 19 sołectw: Bięcino, Bobrowniki, Budy, Damnica, Damno, Dąbrówka, Domaradz, Karżniczka, Łebień, Łojewo, Mianowice, Sąborze, Stara Dąbrowa, Strzyżyno, Świecichowo, Świtały, Wiatrowo, Wielogłowy, Zagórzyca.
Miejscowości niesołeckie w gminie: Dębniczka, Domanice, Głodowo, Jeziorka, Łężyca, Mrówczyno, Paprzyce, Skibin, Słomczyno, Wiszno, Zagórzyczki.
Siedziba gminy to Damnica.
Według danych z 31 grudnia 2010 gminę zamieszkiwały 6357 osoby.

## Sąsiednie gminy
Dębnica Kaszubska, Główczyce, Potęgowo, Redzikowo

## Struktura powierzchni
Według danych z roku 2002 gmina Damnica ma obszar 167,81 km², w tym:
- użytki rolne: 64%
- użytki leśne: 29%

Gmina stanowi 7,28% powierzchni powiatu.

## Demografia

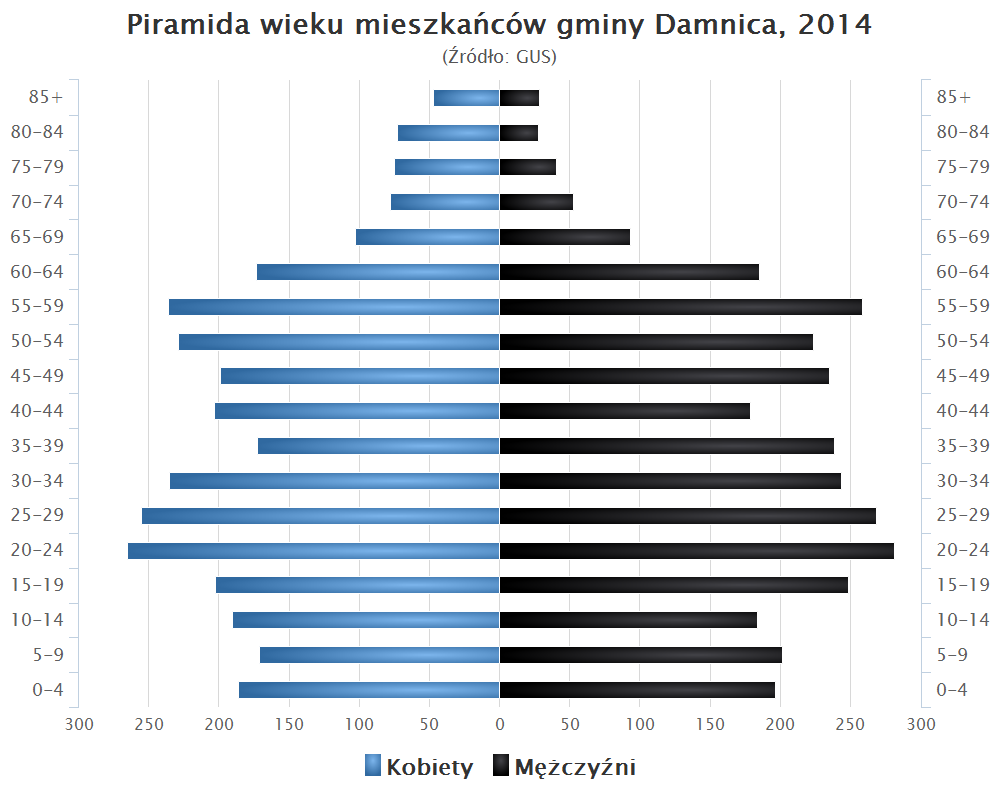
Piramida wieku mieszkańców gminy Damnica w 2014 roku

Dane z 30 czerwca 2004:
| Opis                              | Ogółem | Ogółem | Kobiety | Kobiety | Mężczyźni | Mężczyźni |
| --------------------------------- | ------ | ------ | ------- | ------- | --------- | --------- |
| jednostka                         | osób   | %      | osób    | %       | osób      | %         |
| populacja                         | 6302   | 100    | 3109    | 49,3    | 3193      | 50,7      |
| gęstość zaludnienia (mieszk./km²) | 37,6   | 37,6   | 18,5    | 18,5    | 19        | 19        |